# Chris Brunt
Pour les articles homonymes, voir Brunt.
Chris Brunt (né le 14 décembre 1984 à Belfast, Irlande du Nord) est un footballeur international nord-irlandais. Son poste de prédilection est milieu offensif, mais il a déjà joué ailier, voire second attaquant.

## Biographie
Le 7 septembre 2020, il rejoint Bristol City.

## Palmarès
- West Bromwich Albion
  - Championship
    - Champion : 2008